# Alopecosa
Alopecosa Simon, 1885 è un genere di ragni appartenente alla famiglia Lycosidae.

## Distribuzione
Le 155 specie note di questo genere sono state reperite per la maggior parte nella regione olartica, poche specie in Africa, Oceania e Asia sudorientale: le specie dall'areale più vasto sono: A. aculeata, A. pictilis, entrambe rinvenute in varie località della regione olartica; inoltre ben 13 specie sono state reperite in diverse località della regione paleartica.

## Tassonomia
Questo genere è stato ritenuto da alcuni autori, ad esempio Prószynski e Starega 1971, come sinonimo posteriore di Tarentula Sundevall, 1831; queste considerazioni però non hanno avuto seguito in altri autori, ad esempio Brignoli (1983c).
Considerato anche sinonimo anteriore di Solicosa Roewer, 1960d, attraverso l'analisi degli esemplari tipo di Alopecosa solitaria effettuata dagli aracnologi Lugetti & Tongiorgi del 1969; e anche di Jollecosa Roewer 1960b, a seguito dello studio effettuato sugli esemplari tipo di Lycosa jollensis Schenkel, 1951 dagli aracnologi Dondale & Redner nel 1979.
Non sono stati esaminati esemplari di questo genere dal 2015.
Attualmente, a luglio 2016, si compone di 155 specie e 13 sottospecie:
1. Alopecosa accentuata (Latreille, 1817) — Regione paleartica
2. Alopecosa aculeata (Clerck, 1757) — Regione olartica
3. Alopecosa akkolka Marusik, 1995 — Kazakistan, Cina
4. Alopecosa albofasciata (Brullé, 1832) — dal Mediterraneo all'Asia centrale
  - Alopecosa albofasciata rufa (Franganillo, 1918) — Spagna
5. Alopecosa albostriata (Grube, 1861) — Russia, Kazakistan, Cina, Corea
6. Alopecosa albovittata (Schmidt, 1895) — Russia
7. Alopecosa alpicola (Simon, 1876) — Regione paleartica
  - Alopecosa alpicola soriculata (Simon, 1876) — Francia, Italia
  - Alopecosa alpicola vidua (Simon, 1937) — Francia
8. Alopecosa andesiana (Berland, 1913) — Ecuador
9. Alopecosa artenarensis Wunderlich, 1992 — Isole Canarie
10. Alopecosa atis Caporiacco, 1949 — Africa settentrionale
11. Alopecosa atypica Ponomarev, 2008 — Kazakistan
12. Alopecosa auripilosa (Schenkel, 1953) — Russia, Cina, Corea
13. Alopecosa aurita Chen, Song & Kim, 2001 — Cina
14. Alopecosa ayubaevorum Fomichev & Logunov, 2015 — Russia
15. Alopecosa azsheganovae Esyunin, 1996 — Russia
16. Alopecosa balinensis (Giltay, 1935) — Bali
17. Alopecosa barbipes (Sundevall, 1833) — Regione paleartica
  - Alopecosa barbipes oreophila (Simon, 1937) — Francia
18. Alopecosa beckeri (Thorell, 1875) — Russia, Ucraina
19. Alopecosa camerunensis Roewer, 1960 — Camerun
20. Alopecosa canaricola Schmidt, 1982 — Isole Canarie
21. Alopecosa cedroensis Wunderlich, 1992 — Isole Canarie
22. Alopecosa chagyabensis Hu & Li, 1987 — Cina
23. Alopecosa cinnameopilosa (Schenkel, 1963) — Russia, Cina, Corea, Giappone
24. Alopecosa cronebergi (Thorell, 1875) — Ungheria, Russia, Ucraina
25. Alopecosa cuneata (Clerck, 1757) — Regione paleartica
26. Alopecosa cursor (Hahn, 1831) — Regione paleartica
  - Alopecosa cursor cursorioides Charitonov, 1969 — Russia, Asia centrale
27. Alopecosa curtohirta Tang, Urita & Song, 1993 — Cina
28. Alopecosa deserta Ponomarev, 2007 — Kazakistan
29. Alopecosa disca Tang et al., 1997 — Cina
30. Alopecosa dryada Cordes, 1996 — Grecia
31. Alopecosa edax (Thorell, 1875) — Polonia, Cina
32. Alopecosa ermolaevi Savelyeva, 1972 — Kazakistan
33. Alopecosa etrusca Lugetti & Tongiorgi, 1969 — Italia, Turchia
34. Alopecosa exasperans (O. P.-Cambridge, 1877) — Canada, Groenlandia
35. Alopecosa fabrilis (Clerck, 1757)[2] — Regione paleartica
  - Alopecosa fabrilis trinacriae Lugetti & Tongiorgi, 1969 — Sicilia
36. Alopecosa fedotovi (Charitonov, 1946) — Asia centrale
37. Alopecosa fuerteventurensis Wunderlich, 1992 — Isole Canarie
38. Alopecosa fulvastra Caporiacco, 1955 — Venezuela
39. Alopecosa gomerae (Strand, 1911) — Isole Canarie
40. Alopecosa gracilis (Bösenberg, 1895) — Isole Canarie
41. Alopecosa grancanariensis Wunderlich, 1992 — Isole Canarie
42. Alopecosa hamata (Schenkel, 1963) — Cina
43. Alopecosa hermiguensis Wunderlich, 1992 — Isole Canarie
44. Alopecosa himalayaensis Hu, 2001 — Cina
45. Alopecosa hingganica Tang, Urita & Song, 1993 — Mongolia, Cina
46. Alopecosa hirta (Kulczyński, 1908) — Russia
47. Alopecosa hirtipes (Kulczynski, 1907) — Canada, Alaska, Russia
48. Alopecosa hoevelsi Schmidt & Barensteiner, 2000 — Cina
49. Alopecosa hokkaidensis Tanaka, 1985 — Russia, Cina, Giappone
50. Alopecosa huabanna Chen, Song & Gao, 2000 — Cina
51. Alopecosa hui Chen, Song & Kim, 2001 — Cina
52. Alopecosa humilis Mello-Leitão, 1944 — Argentina
53. Alopecosa inderensis Ponomarev, 2007 — Kazakistan
54. Alopecosa inimica (O. P.-Cambridge, 1885) — Tagikistan
55. Alopecosa inquilina (Clerck, 1757) — Regione paleartica
56. Alopecosa irinae Lobanova, 1978 — Russia
57. Alopecosa kalahariana Roewer, 1960 — Botswana
58. Alopecosa kalavrita Buchar, 2001 — Grecia
59. Alopecosa kaplanovi Oliger, 1983 — Russia
60. Alopecosa kasakhstanica Savelyeva, 1972 — Kazakistan
61. Alopecosa kochi (Keyserling, 1877) — America settentrionale
62. Alopecosa koponeni Blagoev & Dondale, 2014 — Canada
63. Alopecosa kovblyuki Nadolny & Ponomarev, 2012 — Russia, Ucraina
64. Alopecosa kratochvili (Schenkel, 1963) — Cina
65. Alopecosa kronebergi Andreeva, 1976 — Asia centrale
66. Alopecosa krynickii (Thorell, 1875) — Ucraina
67. Alopecosa kulczynski Sternbergs, 1979 — Russia
68. Alopecosa kulczynskii (Bösenberg, 1895) — Isole Canarie
69. Alopecosa kulsaryensis Ponomarev, 2012 — Kazakistan
70. Alopecosa kungurica Esyunin, 1996 — Russia
71. Alopecosa kuntzi Denis, 1953 — Sicilia, Yemen
72. Alopecosa laciniosa (Simon, 1876) — Francia
73. Alopecosa lallemandi (Berland, 1913) — Ecuador
74. Alopecosa latifasciata (Kroneberg, 1875) — Asia centrale
75. Alopecosa leonhardii (Strand, 1913) — Australia centrale
76. Alopecosa lessertiana Brignoli, 1983 — Cina
77. Alopecosa licenti (Schenkel, 1953) — Russia, Mongolia, Cina, Corea
78. Alopecosa lindbergi Roewer, 1960 — Afghanistan
79. Alopecosa linzhan Chen & Song, 2003 — Cina
80. Alopecosa litvinovi Izmailova, 1989 — Russia
81. Alopecosa longicymbia Savelyeva, 1972 — Kazakistan
82. Alopecosa madigani (Hickman, 1944) — Territorio del Nord (Australia)
83. Alopecosa mariae (Dahl, 1908) — Regione paleartica
  - Alopecosa mariae orientalis (Kolosváry, 1934) — Ungheria
84. Alopecosa marikovskyi Logunov, 2013 — Kazakistan
85. Alopecosa medvedevi Ponomarev, 2009 — Kazakistan
86. Alopecosa mikhailovi Omelko, Marusik & Koponen, 2013 — isola di Sakhalin
87. Alopecosa moesta (Holmberg, 1876) — Argentina
88. Alopecosa mojonia (Mello-Leitão, 1941) — Argentina
89. Alopecosa moriutii Tanaka, 1985 — Russia, Corea, Giappone
90. Alopecosa mutabilis (Kulczynski, 1908) — Russia, Alaska
91. Alopecosa nagpag Chen, Song & Kim, 2001 — Cina
92. Alopecosa nemurensis (Strand, 1907) — Giappone
93. Alopecosa nigricans (Simon, 1886) — Argentina, Isole Falkland
94. Alopecosa nitidus Hu, 2001 — Cina
95. Alopecosa notabilis (Schmidt, 1895) — Kazakistan
96. Alopecosa nybelini Roewer, 1960 — Afghanistan
97. Alopecosa oahuensis (Keyserling, 1890) — Hawaii
98. Alopecosa obscura Schmidt, 1980 — Isole Canarie
99. Alopecosa obsoleta (C. L. Koch, 1847) — Turkmenistan
100. Alopecosa ogorodica Trilikauskas & Azarkina, 2014 — Russia
101. Alopecosa orbisaca Peng et al., 1997 — Cina
102. Alopecosa orotavensis (Strand, 1916) — Isole Canarie
103. Alopecosa osa Marusik, Hippa & Koponen, 1996 — Russia
104. Alopecosa osellai Lugetti & Tongiorgi, 1969 — Spagna
105. Alopecosa ovalis Chen, Song & Gao, 2000 — Cina
106. Alopecosa palmae Schmidt, 1982 — Isole Canarie
107. Alopecosa pelusiaca (Audouin, 1826) — Africa settentrionale
108. Alopecosa pentheri (Nosek, 1905) — Bulgaria, dalla Grecia all'Azerbaigian
109. Alopecosa pictilis (Emerton, 1885) — Regione olartica
110. Alopecosa pinetorum (Thorell, 1856) — Regione paleartica
111. Alopecosa psammophila Buchar, 2001 — Repubblica Ceca, Slovacchia, Ungheria
112. Alopecosa pseudocuneata (Schenkel, 1953) — Cina
113. Alopecosa pulverulenta (Clerck, 1757) — Regione paleartica
  - Alopecosa pulverulenta tridentina (Thorell, 1875) — Austria
114. Alopecosa raddei (Simon, 1889) — Asia centrale
115. Alopecosa rapa (Karsch, 1881) — Isole Gilbert (Kiribati)
116. Alopecosa reimoseri (Kolosváry, 1934) — Ungheria
117. Alopecosa restricta Mello-Leitão, 1940 — Argentina
118. Alopecosa roeweri (Rosca, 1937) — Ucraina
119. Alopecosa rosea Mello-Leitão, 1945 — Argentina
120. Alopecosa saurica Marusik, 1995 — Kazakistan
121. Alopecosa schmidti (Hahn, 1835) — Regione paleartica
122. Alopecosa sciophila Ponomarev, 2008 — Kazakistan
123. Alopecosa sibirica (Kulczynski, 1908) — Russia, Mongolia, Cina
124. Alopecosa simoni (Thorell, 1872) — Mediterraneo
125. Alopecosa sokhondoensis Logunov & Marusik, 1995 — Russia
126. Alopecosa solitaria (Herman, 1879) — Europa, Russia
127. Alopecosa solivaga (Kulczynski, 1901) — Russia, Mongolia, Cina
  - Alopecosa solivaga annulata (Kulczynski, 1916) — Russia
  - Alopecosa solivaga borea (Kulczynski, 1908) — Russia
  - Alopecosa solivaga katunjica (Ermolajev, 1937) — Russia
  - Alopecosa solivaga lineata (Kulczynski, 1916) — Russia
128. Alopecosa spasskyi Ponomarev, 2008 — Kazakhstan
129. Alopecosa spinata Yu & Song, 1988 — Cina
130. Alopecosa steppica Ponomarev, 2007 — Russia
131. Alopecosa strandi (Rosca, 1936) — Romania, Ucraina
132. Alopecosa striatipes (C. L. Koch, 1839) — dall'Europa all'Asia centrale
133. Alopecosa sublimbata Roewer, 1960 — Bioko (Golfo di Guinea)
134. Alopecosa subrufa (Schenkel, 1963) — Russia, Mongolia, Cina
135. Alopecosa subsolitaria Savelyeva, 1972 — Russia
136. Alopecosa subvalida Guy, 1966 — Marocco
137. Alopecosa sulzeri (Pavesi, 1873) — Regione paleartica
138. Alopecosa taeniata (C. L. Koch, 1835) — Regione paleartica
139. Alopecosa taeniopus (Kulczynski, 1895) — dalla Bulgaria alla Cina
140. Alopecosa tanakai Omelko & Marusik, 2008 — Russia
141. Alopecosa thaleri Hepner & Paulus, 2007 — Isole Canarie
142. Alopecosa trabalis (Clerck, 1757) — dall'Europa all'Asia centrale
  - Alopecosa trabalis albica (Franganillo, 1913) — Spagna
143. Alopecosa tunetana Roewer, 1960 — Tunisia
144. Alopecosa uiensis Esyunin, 1996 — Russia
145. Alopecosa upembania Roewer, 1960 — Congo
146. Alopecosa valida (Lucas, 1846) — Marocco, Algeria
147. Alopecosa virgata (Kishida, 1909) — Russia, Corea, Giappone
148. Alopecosa volubilis Yoo, Kim & Tanaka, 2004 — Corea, Giappone
149. Alopecosa wenxianensis Tang et al., 1997 — Cina
150. Alopecosa xilinensis Peng et al., 1997 — Cina
151. Alopecosa xiningensis Hu, 2001 — Cina
152. Alopecosa xinjiangensis Hu & Wu, 1989 — Mongolia, Cina
153. Alopecosa xuelin Tang & Zhang, 2004 — Cina
154. Alopecosa yamalensis Esyunin, 1996 — Russia
155. Alopecosa zyuzini Logunov & Marusik, 1995 — Russia, Mongolia

### Sinonimi
1. Alopecosa aerosa (Schenkel, 1963); posta in sinonimia con A. auripilosa (Schenkel, 1953) a seguito di un lavoro di Hu & Wu del 1989, considerato in questa sede[1].
2. Alopecosa albofasciata fornicata (Schenkel, 1963); posta in sinonimia con A. auripilosa (Schenkel, 1953) a seguito di un lavoro di Song (1986b).
3. Alopecosa albostriatoides (Schenkel, 1963); posta in sinonimia con A. albostriata (Grube, 1861) a seguito di un lavoro degli aracnologi Song & Hubert del 1983.
4. Alopecosa aquilonaris (Fox, 1940); posta in sinonimia con A. pulverulenta (Clerck, 1757) a seguito di un lavoro di Dondale & Redner del 1979.
5. Alopecosa argentata (Schenkel, 1963); posta in sinonimia con A. licenti (Schenkel, 1953) a seguito di un lavoro di Song (1986b).
6. Alopecosa argenteopilosa (Schenkel, 1963); posta in sinonimia con A. auripilosa (Schenkel, 1953) a seguito di un lavoro di Song (1986b).
7. Alopecosa asivak (Emerton, 1919); posta in sinonimia con A. hirtipes (Kulczynski, 1907) a seguito di un lavoro di Dondale & Redner del 1979.
8. Alopecosa bipennis (Schenkel, 1963); posta in sinonimia con A. licenti (Schenkel, 1953) a seguito di un lavoro di Song (1986b).
9. Alopecosa calderensis Wunderlich, 1987; posta in sinonimia con A. canaricola Schmidt, 1982 a seguito di uno studio di Schmidt (1990b).
10. Alopecosa chazaudi (Schenkel, 1963); posta in sinonimia con A. sibirica (Kulczynski, 1908) a seguito di un lavoro di Song (1986b).
11. Alopecosa cornuta (Saito, 1939); trasferita dal genere Pardosa e posta in sinonimia con A. pulverulenta (Clerck, 1757) a seguito di un lavoro di Tanaka del 1992.
12. Alopecosa cursor elatior (Kratochvíl, 1935); posta in sinonimia con A. pentheri (Nosek, 1905) a seguito di un lavoro di Lugetti & Tongiorgi del 1969, quando era denominata A. insignis.
13. Alopecosa davidi (Schenkel, 1963); posta in sinonimia con A. licenti (Schenkel, 1953) a seguito di un lavoro di Song (1986b).
14. Alopecosa eichwaldi (Thorell, 1875); posta in sinonimia con A. schmidti (Hahn, 1835) a seguito di un lavoro di Lugetti & Tongiorgi del 1969.
15. Alopecosa eichwaldi bithynica (Kulczynski, 1903); posta in sinonimia con A. schmidti (Hahn, 1835) a seguito di un lavoro di Fuhn & Niculescu-Burlacu del 1971.
16. Alopecosa erudita (Simon, 1880); posta in sinonimia con A. albostriata (Grube, 1861) a seguito di un lavoro di Song & Hubert, del 1983.
17. Alopecosa erudita mongolica (Schenkel, 1953); trasferita dal genere Lycosa e posta in sinonimia con A. albostriata (Grube, 1861) a seguito di un lavoro di Song & Hubert del 1983.
18. Alopecosa eruditoides (Schenkel, 1963); posta in sinonimia con A. sibirica (Kulczynski, 1908) a seguito di un lavoro di Song (1986b).
19. Alopecosa fabifer (Schenkel, 1963); posta in sinonimia con A. albostriata (Grube, 1861) a seguito di un lavoro di Song & Hubert del 1983.
20. Alopecosa fenestrata (Schenkel, 1963); posta in sinonimia con A. licenti (Schenkel, 1953) a seguito di un lavoro di Song (1986b).
21. Alopecosa fenestrata pseudobarbipes (Schenkel, 1963); posta in sinonimia con A. licenti (Schenkel, 1953) a seguito di un lavoro di Song (1986b).
22. Alopecosa gertschi (Fox, 1935); trasferita dal genere Vesubia e posta in sinonimia con A. albostriata (Grube, 1861) a seguito di un lavoro di Yu & Song (1988c).
23. Alopecosa gertschi (Schenkel, 1951); posta in sinonimia con A. kochi (Keyserling, 1877) a seguito di un lavoro di Dondale & Redner del 1979.
24. Alopecosa hamiltoni (Chamberlin & Ivie, 1947); posta in sinonimia con A. hirtipes (Kulczynski, 1907) a seguito di un lavoro di Dondale & Redner del 1979.
25. Alopecosa incompta (Kulczynski, 1908); posta in sinonimia con A. sibirica (Kulczynski, 1908) a seguito di un lavoro di Eskov, del 1985.
26. Alopecosa insignis (Nosek, 1905); posta in sinonimia con A. pentheri (Nosek, 1905) a seguito di un lavoro di Thaler, Buchar & Knoflach del 2000.
27. Alopecosa jollensis (Schenkel, 1951); posta in sinonimia con A. kochi (Keyserling, 1877) a seguito di un lavoro di Dondale & Redner del 1979.
28. Alopecosa konstantinovi (Drensky, 1929); posta in sinonimia con A. sulzeri (Pavesi, 1873) a seguito di un lavoro di Deltshev & Blagoev del 2001, dopo analoghe considerazioni espressi in Lugetti & Tongiorgi del 1969.
29. Alopecosa lesserti (O. Pickard-Cambridge, 1912); trasferita dal genere Hogna e posta in sinonimia con A. alpicola (Simon, 1876) a seguito di un lavoro di Lugetti & Tongiorgi del 1969.
30. Alopecosa lineatipes (Nosek, 1905); posta in sinonimia con A. taeniopus (Kulczynski, 1895) a seguito di un lavoro di Lugetti & Tongiorgi del 1969.
31. Alopecosa lusisi (Sternbergs, 1981); trasferita dal genere Pardosa e posta in sinonimia con A. cinnameopilosa (Schenkel, 1963) a seguito di un lavoro di Kronestedt in Marusik, Logunov & Koponen del 2000.
32. Alopecosa luteocuneata (Schenkel, 1963); posta in sinonimia con A. albostriata (Grube, 1861) a seguito di un lavoro di Song & Hubert del 1983.
33. Alopecosa orbiculata (Schenkel, 1963); posta in sinonimia con A. licenti (Schenkel, 1953) a seguito di un lavoro di Song (1986b).
34. Alopecosa palmensis Wunderlich, 1987; posta in sinonimia con A. palmae Schmidt, 1982 a seguito di un lavoro di Schmidt (1990b).
35. Alopecosa parahirta (Schenkel, 1963); posta in sinonimia con A. hamata (Schenkel, 1963) a seguito di un lavoro di Song (1986b).
36. Alopecosa paralbostriata (Schenkel, 1963); posta in sinonimia con A. albostriata (Grube, 1861) a seguito di un lavoro di Song & Hubert del 1983.
37. Alopecosa parasibirica (Schenkel, 1963); posta in sinonimia con A. sibirica (Kulczynski, 1908) a seguito di un lavoro di Song (1986b).
38. Alopecosa pastoralis (Simon, 1876); posta in sinonimia con A. alpicola (Simon, 1876) a seguito di un lavoro di Lugetti & Tongiorgi del 1969.
39. Alopecosa pinnata (Kulczynski, 1908); posta in sinonimia con A. sibirica (Kulczynski, 1908) a seguito di un lavoro di Eskov del 1985.
40. Alopecosa poecila (Kulczynski, 1908); posta in sinonimia con A. solivaga (Kulczynski, 1901) a seguito di un lavoro di Eskov del 1985.
41. Alopecosa potanini (Schenkel, 1963); posta in sinonimia con A. sibirica (Kulczynski, 1908) a seguito di un lavoro di Song (1986b).
42. Alopecosa pseudohirta (Schenkel, 1963); posta in sinonimia con A. edax (Thorell, 1875) a seguito di un lavoro di Buchar del 2001.
43. Alopecosa pseudopulverulenta (Schenkel, 1963); posta in sinonimia con A. pseudocuneata (Schenkel, 1953) a seguito di un lavoro di Song (1986b).
44. Alopecosa renidens (Simon, 1876); trasferita dal genere Arctosa e posta in sinonimia con A. pulverulenta (Clerck, 1757) a seguito di un lavoro di Buchar & Thaler (1995a), dopo analoghe considerazioni di Lugetti & Tongiorgi del 1969.
45. Alopecosa schenkeliana Brignoli, 1983; posta in sinonimia con A. subrufa (Schenkel, 1963) a seguito di un lavoro di Song (1986b).
46. Alopecosa striata (Kulczynski, 1895); posta in sinonimia con A. striatipes (C. L. Koch, 1839) a seguito di un lavoro di Lugetti & Tongiorgi del 1969.
47. Alopecosa teschleri (Kolosváry, 1934); posta in sinonimia con A. solitaria (Herman, 1879) a seguito di un lavoro di Loksa del 1972.
48. Alopecosa thessala (Simon, 1885); posta in sinonimia con A. solitaria (Herman, 1879) a seguito di un lavoro di Thaler, Buchar & Knoflach del 2000.
49. Alopecosa turanica Savelyeva, 1972; posta in sinonimia con A. kasakhstanica Savelyeva, 1972 a seguito di uno studio degli aracnologi Azarkina & Trilikauskas (2013a).
50. Alopecosa wiehlei (Schenkel, 1963); posta in sinonimia con A. albostriata (Grube, 1861) a seguito di un lavoro di Song & Hubert del 1983.

### Specie trasferite
1. Alopecosa azheganovae Lobanova, 1978; trasferita al genere Acantholycosa Dahl, 1908[1].
2. Alopecosa brunnea (Bösenberg, 1895); trasferita al genere Hogna Simon, 1885
3. Alopecosa charitonovi Mcheidze, 1997; trasferita al genere Geolycosa Montgomery, 1904
4. Alopecosa chiragrica (Thorell, 1875); trasferita al genere Deliriosa Kovblyuk, 2009
5. Alopecosa funesta (C. L. Koch, 1847); trasferita al genere Venatrix Roewer, 1960
6. Alopecosa galilaei (Caporiacco, 1923); trasferita al genere Hogna Simon, 1885
7. Alopecosa humilis Mello-Leitão, 1944; trasferita al genere Lobizon Piacentini & Grismado, 2009
8. Alopecosa lacernata (Karsch, 1879); trasferita al genere Trochosa C. L. Koch, 1847
9. Alopecosa macedonica (Drensky, 1929); trasferita al genere Hogna Simon, 1885
10. Alopecosa nenjukovi (Spassky, 1952); trasferita al genere Zyuzicosa Logunov, 2010
11. Alopecosa ralphi (Simon, 1905); trasferita al genere Anoteropsis L. Koch, 1878
12. Alopecosa schauinslandi (Simon, 1899); trasferita al genere Allotrochosina Roewer, 1960
13. Alopecosa serranoa Tullgren, 1901; trasferita al genere Lycosa Latreille, 1804
14. Alopecosa subhirsutella Roewer, 1955; trasferita al genere Arctosa C. L. Koch, 1847
15. Alopecosa tasmanica (Roewer, 1951); trasferita al genere Lycosa Latreille, 1804
16. Alopecosa unguiculata Mello-Leitão, 1944; trasferita al genere Lobizon Piacentini & Grismado, 2009

### Omonimie
- Alopecosa fusca (Schenkel, 1963); questo esemplare è da ritenersi omonimo di A. subrufa (Schenkel, 1963)[1].
- Alopecosa lesserti (Schenkel, 1963); questo esemplare è omonimo di A. lessertiana Brignoli, 1983

### Nomina dubia
- Alopecosa fuscipes (C. L. Koch, 1847); esemplare maschile, rinvenuto in Grecia e in origine ascritto al genere Lycosa, a seguito di uno studio degli aracnologi Lugetti & Tongiorgi del 1969, è da ritenersi nomen dubium[1].
- Alopecosa michaelseni (Simon, 1902h); esemplare femminile reperito in Cile e originariamente ascritto al genere Lycosa, trasferito qui a seguito di un lavoro di Mello-Leitão (1947b), a seguito di uno studio di Casanueva del 1980, è da ritenersi nomen dubium.